# Hästholmen
Hästholmen è un'area urbana della Svezia situata nel comune di Ödeshög, contea di Östergötland.
La popolazione risultante dal censimento 2010 era di 342 abitanti .